# Das zweite Leben (1954)
Das zweite Leben (französischer Titel Double destin) ist ein französisch-deutsches Filmdrama mit völkerverbindender Botschaft aus dem Jahre 1954 von Victor Vicas, gestaltet nach dem Schauspiel “Siegfried” von Jean Giraudoux. In deutsch-französischer Besetzung sind Michel Auclair, Barbara Rütting, Simone Simon und Bernhard Wicki zu sehen.

## Handlung
Anders als in der literarischen Vorlage von Giraudoux, in der die Nachwehen des Ersten Weltkrieges handlungs- und zeitbestimmend sind, steht in dieser Verfilmung die frühe Nachkriegszeit nach 1945 (bis 1954) im Zentrum der Betrachtung. Jacques Frontenac, ein junger, französischer Maler, wurde in der Endphase des Zweiten Weltkrieges verwundet und in ein Lazarett im besetzten Deutschland gebracht, das auf Schloss Hohenberg eingerichtet wurde. Jacques hatte beim alliierten Einmarsch in Deutschland vorübergehend das Bewusstsein und damit auch sein Gedächtnis verloren. Als er wieder zu sich kommt, glaubt Jacques, er sei ein deutscher Soldat, der Obergefreite Siegfried Einer. Schlossherrin Sybille von Hohenberg lässt ihn in seinem Glauben und versucht, so gut sie eben kann, dem „Neu-Deutschen“ den Eintritt in ein neues Leben zu erleichtern. Sie sieht, dass Jacques alias Siegfried ein großes Maltalent besitzt und richtet ihm daher in seiner neuen Bleibe ein Atelier ein. Sybille hilft ihm, in sein titelgebendes zweites Leben hineinzufinden. „Siegfried“ zeigt bald erneut sein großes Talent als gestaltender Künstler.
Doch sein neues, zweites Leben zeigt bald auch schreckliche Nebenwirkungen: Jung-Siegfried hat den nazistischen Ungeist seiner Zeit aufgenommen. Er wehrt sich heftig gegen angeblich fremdländische und fremdvölkische Einflüsse auf das deutsche Kulturwesen und legt in dieser Sache einen fanatischen Eifer an den Tag. Als eines Tages eine französische Journalistin auf ihn trifft, bricht sein neues Weltbild schlagartig zusammen. Die junge Dame, Françoise Dunoyer, klärt ihn nicht nur über seine französische Herkunft auf, sondern macht ihm klar, dass er Jacques heiße und mit ihr verlobt sei. Zunächst wehrt sich Jacques/Siegfried mit Händen und Füßen gegen diese sein Weltbild zerstörenden, neuen Erkenntnisse. Schließlich kehrt Sybilles Bruder Reinhard aus sowjetischer Gefangenschaft auf das familieneigene Schloss heim, und nun kann Jacques seine tatsächliche Herkunft nicht länger verleugnen. Nur langsam findet er in seine französische Identität und an die Seite Françoises zurück.

## Produktion

### Produktionsnotizen und Wissenswertes
Das zweite Leben wurde unter dem Arbeitstitel Retour à la vérité (Rückkehr zur Wahrheit) vom 20. Mai bis zum 24. Juli 1954 gedreht. Der Film entstand in Wiesbaden (Ateliers) sowie im Kloster Eberbach, Kiedrich am Rhein und in Paris (Außendrehs). 
Charles Münzel und Kurt Hartmann übernahmen die Produktionsleitung. Die Filmbauten wurden vom Duo Alfred Bütow und Ernst Schomer gestaltet. Ingrid Bütow entwarf die Kostüme.
Das zweite Leben war eine von mehreren deutsch-französischen Film-Kooperationen der Jahre 1954/55. Zur selben Zeit entstanden mit Oase, Zwischenlandung in Paris und Die Helden sind müde weitere filmische Zusammenarbeiten der beiden Länder.

### Veröffentlichung
Das zweite Leben wurde am 12. November 1954 in Stuttgart im Universum uraufgeführt, die Berliner Premiere im Cinema-Paris fand am 17. Dezember desselben Jahres statt. In Frankreich konnte man den Film erstmals am 19. Januar 1955 in Paris sehen. Im selben Jahr wurde er auch in Belgien, Schweden und Finnland veröffentlicht. In Portugal war er erstmals im September 1956 zu sehen, in der Türkei im Jahr 1959. Veröffentlicht wurde er zudem in Griechenland, Italien und unter dem Titel A Double Life in den Vereinigten Staaten. Der internationale Titel lautet Double Destiny.

## Kritiken
Der Spiegel urteilte: „Victor Vicas (‚Weg ohne Umkehr‘) inszenierte sehr weit oberhalb des deutschen Durchschnitts. Die französische Braut Jacques-Siegfrieds (Simone Simon) ist der deutschen Rivalin (Barbara Rütting) nicht nur dank des Drehbuchs überlegen.“
Im Lexikon des Internationalen Films steht: „Der im Dienste der Völkerverständigung entstandene symbolistische Film wartet mit schönen Bildern und ausgezeichneten Schauspielern auf, aber seine Überzeugungskraft ist nur gering.“